# Limburger
Il Limburger è un formaggio originario della regione compresa storicamente nel Ducato di Limburgo, suddivisa fra gli Stati di Germania, Belgio e Paesi Bassi.
Il Limburger è conosciuto in particolare per il suo odore pungente; il batterio usato per fermentare il formaggio è il Brevibacterium linens, lo stesso batterio che può essere trovato sulla pelle umana e che è parzialmente la causa del suo odore, in particolare dei piedi.
Una particolare varietà di formaggio Limburger è il Formaggio di Herve, un formaggio prodotto nella regione di Herve.

## Curiosità
Il formaggio Limbuger e il suo odore caratteristico sono spesso frequenti bersagli di scherzi e gag.
Nel 2006 uno studio dimostrò che la zanzara della malaria, Anopheles gambiae, è ugualmente attratta sia dall'odore del formaggio Limbuger, sia da quello di piedi umani. Per questo lavoro gli autori, gli olandesi Bart Knols e Ruurd de Jong, furono insigniti del Premio Ig Nobel.